# Ga Gyeongsan
Ga Gyeongsan là ga đường sắt trên Tuyến Gyeongbu.

## Liên kết
- Mạng thông tin trạm Lưu trữ ngày 11 tháng 10 năm 2013 tại archive.today từ Korail (tiếng Hàn)